# 小木港

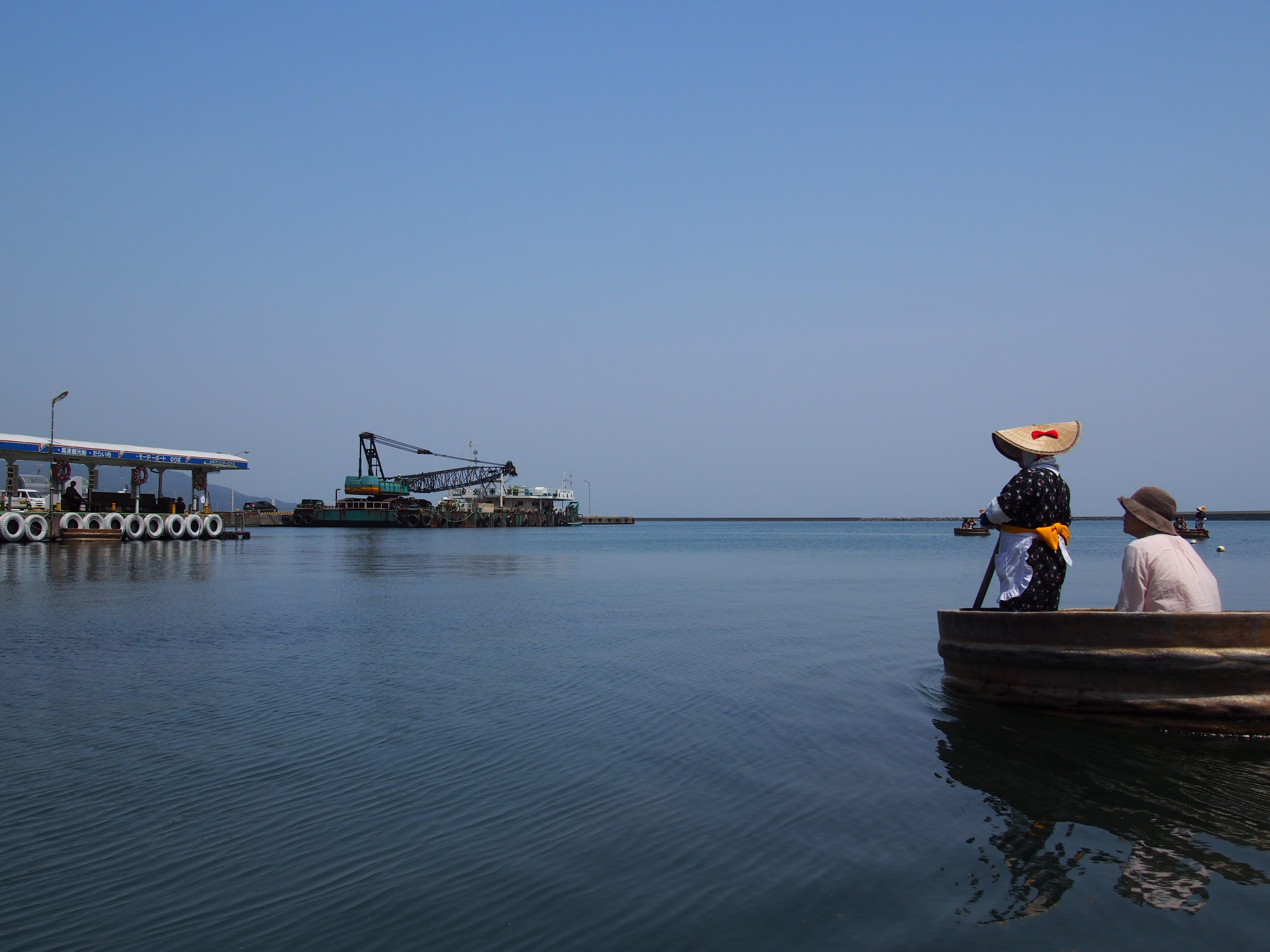
小木港のたらい舟

小木港（おぎこう）は、新潟県佐渡市（佐渡島）にある港湾。港湾管理者は新潟県。佐渡島では両津港と並んで港湾法上の重要港湾に指定されている。

## 概要
佐渡島の南端に立地する。旧小木町の中心部に位置する北地区・南地区に加え、同地区の北東約2 km、旧羽茂町に位置する「羽茂地区」があり、以上の計3地区から成る。前者は旧来より「小木港」と呼ばれていた港であり、後者は1998年に合併した旧・羽茂港である。
小木側の地区は、佐渡汽船のフェリー航路が就航しているほか、力屋観光汽船が観光船の運航拠点としている。羽茂地区は砂、砂利、石材、セメントなどの建設資材を取り扱う物流港として整備が進められている。
2015年度の発着数は664隻（2,949,759総トン）、利用客数は163,070人（乗込人員78,012人、上陸人員85,058人）である。
小木地区周辺では、地形の制約から市街地が手狭だったことから、1980年代に埋め立てにより宅地造成が行われた。旧来の市街地には1904年（明治37年）の大火後に建てられた建造物が多く残っており、2024年8月、13.3haの区域が「小木町」地区として国の重要伝統的建造物群保存地区に選定された。

## 歴史
小木港は江戸時代には佐渡金山から産出した金・銀の輸送や西廻り航路の風待ち港として賑わい、佐渡の主要な玄関口として発展した（明治期以降は両津港が主要な玄関口となる）。港は城山を挟んで西側の「内ノ澗」と東側の「外ノ澗」に隔てられた天然の良港であり、前者は現・漁港、後者は現・商港である。
羽茂港は明治時代から佐渡味噌の生産地として栄えてきた。

### 沿革
- 1604年（慶長9年） - 小木代官として原土佐守宗男が派遣される。従来からの港である元小木（現在の小木港の西方）から現在の小木へ港湾機能と人々を移転させ、内ノ澗に沿って計画的な町並みを築いた[12]。
- 1614年（慶長19年） - 幕府直轄港となる[12]。
- 1672年（寛文12年） - 西廻り航路が開設され、寄港地となる[12]。
- 1974年（昭和49年） - 直江津港、両津港に続く県内3港目の重要港湾に指定
- 1985年（昭和60年） - RC造4階建ての旅客ターミナルビル完成[11][13]
- 1993年（平成5年） - フェリーの大型化に対応した新フェリー埠頭を供用開始[11]
- 1998年（平成10年） - 羽茂港を合併、小木港羽茂地区とする[11]
- 2015年（平成27年）4月25日 - 小木直江津航路に高速フェリー「あかね」が就航
- 2020年（令和2年）11月15日 - 高速フェリー「あかね」小木直江津航路最終運航。翌2021年～2022年はジェットフォイル「ぎんが」が就航した。
- 2023年（令和5年）4月29日 - 小木直江津航路にカーフェリー「こがね丸」が就航。

## 航路

### 佐渡汽船
小木直江津航路
- 直江津港 - 小木港

2023年4月より、カーフェリー「こがね丸」が1日2往復就航している。冬期は運休となる。
2021年～2022年はカーフェリー運航がなかったため、ジェットフォイルにて運航されていた。

### 力屋観光汽船
2007年に導入された64人乗り高速船「あかしあ」を用いて、寺泊港や柏崎港、能登半島の飯田港などとの間にチャーター便が運航されることがあった。

### 日本海観光フェリー
名鉄グループの日本海観光フェリーが能登半島の七尾港、和倉港、飯田港と当港の間でフェリー運航していたが、1978年には廃止となった。

## 交通アクセス
- 新潟交通佐渡 の「小木港佐渡汽船」バス停がターミナル前に設けられており、佐和田BS方面と結ぶ小木線・赤泊線のほか、宿根木線が発着する。
- ターミナルから徒歩約2分の南佐渡観光案内所ではレンタサイクルの貸出しが行われている[17]。
- ターミナル内や周辺にレンタカー店が所在する。